# Fernando Barceló
Fernando Barceló Aragón (Huesca, 6 de janeiro de 1996) é um ciclista profissional espanhol, que milita nas fileiras do conjunto Caja Rural-Seguros RGA.
Como amador ganhou uma etapa da Volta a Castellón de 2015 ficando segundo no geral final.

## Palmarés
- 2018
  - 3.º no Campeonato Europeu em Estrada sub-23 
  - 1 etapa do Tour de l'Avenir

## Resultados em Grandes Voltas
| Corrida | Corrida         | 2018 | 2019 | 2020 | 2021 | 2022 |
| ------- | --------------- | ---- | ---- | ---- | ---- | ---- |
|         | Giro d'Italia   | —    | —    | —    | —    | —    |
|         | Tour de France  | —    | —    | —    | —    | —    |
|         | Volta a Espanha | —    | 95.º | Ab.  | 89.º | —    |

—: não participa

Ab.: abandono

## Equipas
- Cofidis, Solutions Crédits (stagiaire) (08.2017-12.2017)
- Euskadi Basque Country-Murias (2018-2019)
- Cofidis[3] (2020-2021)
- Caja Rural-Seguros RGA (2022-)